# Borys (Bojović)
Borys, imię świeckie Bojan Bojović (ur. 1 grudnia 1981 w Nikšiću) – czarnogórski duchowny prawosławny, od 2023 roku zwierzchnik niekanonicznego Czarnogórskiego Kościoła Prawosławnego.
Absolwent Kijowskiej Prawosławnej Akademii Teologicznej. Święcenia diakonatu i prezbiteratu przyjął w 2006 roku z rąk metropolity Michała, ówczesnego zwierzchnika Czarnogórskiej Cerkwi. W 2016 roku został postrzyżony w schimę i podniesiony do godności archimandryty przez biskupa Agapita z Ukraińskiego Kościoła Prawosławnego Patriarchatu Kijowskiego.
W 2019 roku przyjął święcenia biskupie z rąk członków Synodu Czarnogórskiego Kościoła Prawosławnego - metropolity Michała oraz biskupów: Symeona i Gorazda.

## Wybór na Zwierzchnika Czarnogórskiego Kościoła Prawosławnego
Duchowieństwo i wierni Kościoła na czele z biskupem Borysem w 2023 roku podjęli decyzję o zwołaniu Zgromadzenia Ogólnego Czarnogórskiego Kościoła Prawosławnego w celu uregulowania sytuacji wewnątrz Kościoła. W zgromadzeniu wzięło udział około 10 000 osób, w tym większość duchowieństwa CPC, wielu intelektualistów czarnogórskich oraz prominentnych Czarnogórców.
Podczas zgromadzenia podjęto trzy kluczowe decyzje. Zgromadzenie postanowiło, że metropolita Michał, ze względu na swój wiek i zmniejszone zaangażowanie w ostatnich latach, przechodzi na emeryturę, zachowując honorowy tytuł metropolity do końca życia. Decyzja ta była uznaniem jego wkładu w Kościół, ale także odpowiedzią na jego autorytarne rządy, które doprowadziły do kryzysu we wspólnocie. Na nowego metropolitę wybrano biskupa Borysa, biskupa eparchii qstroškiej. Jego wybór był odpowiedzią na potrzebę zmiany przywództwa i przywrócenia normalnego funkcjonowania Kościoła. Biskup Borys jest postrzegany jako osoba z wizją i energią potrzebną do odbudowy CPC i wzmocnienia jego pozycji w społeczeństwie.
Podjęte decyzje zostały zaakceptowane przez większość wiernych i duchowieństwa Kościoła, co podkreśliło legitymizację zgromadzenia jako reprezentatywnego organu decyzyjnego. Jednakże, wybór nowego metropolity nie spotkał się z aprobatą rządu Czarnogóry, który ze względu na prorosyjskie nastawienie, uważa, że emerytowany metropolita Michała nadal jest zwierzchnikiem Kościoła. Sam metropolita Michał nie zaakceptował tego wyboru i kilka dni później zwołał samozwańczy Synod który miał wykluczyć biskupa Borysa z Kościoła oraz pozbawić go stanu duchownego.
De facto, wokół emerytowanego metropolity zgromadzona jest niewielka garstka wiernych oraz jeden prezbiter i jeden diakon. Bezwzględna większość wiernych, duchownych, zaakceptowała wybór nowego metropolity, jednocześnie angażując się w odbudowę życia cerkiewnego w swoim kraju, czego dowodem była wielotysięczna frekwencja na Zgromadzeniu Ogólnym.
24 czerwca 2024 r. Najwyższy Sąd Administracyjny Czarnogóry wydał wyrok, nakazując Ministerstwu Sprawiedliwości uznanie metropolity Borysa za zwierzchnika Czarnogórskiego Kościoła Prawosławnego. Decyzja ta zakończyła trwający kryzys administracyjny, wynikający z odmowy Ministerstwa zarejestrowania metropolity Borysa jako nowego przywódcy Kościoła. Sąd uznał, że ministerialne odrzucenie wniosku było bezpodstawne, uwzględniając autonomię religijną kościoła oraz nieważność wewnętrznych statutów, które nie zostały oficjalnie ogłoszone. Nowy lider został wybrany zgodnie z tradycją na Zgromadzeniu Ogólnym 3 września 2023 r.
Posługuje się biegle kilkoma językami, w tym włoskim oraz ukraińskim.

## Życie rodzinne
Jest kuzynem jednego z hierarchów Serbskiego Kościoła Prawosławnego, biskupa Cyryla (Bojovića).